# Tides from Nebula
I Tides from Nebula sono un gruppo musicale post-rock polacco formato nel 2008 a Varsavia.

## Storia
I Tides from Nebula sono stati fondati nel gennaio del 2008 a Varsavia. Il nome riflette le atmosfere delle loro composizioni. Il 18 maggio tengono il loro primo concerto al club No Mercy di Varsavia. A settembre partono per il loro primo tour, affiancati dalla band Root. In ottobre si esibiscono con gli statunitense Caspian e gli italiani At the Soundawn.
Nel marzo del 2009 esce l'album di debutto, Aura, che viene ben accolto dalla stampa. Negli anni seguenti il gruppo aprirà concerti di band come Oceansize, Ulver e God Is an Astronaut.
Agli inizi del 2010 i musicisti si ritirano in una remota regione montana polacca per lavorare al loro secondo album in studio. Earthshine è stato prodotto dal compositore Zbigniew Preisner ed è uscito nel maggio del 2011. Segue un tour in Europa, ed uno come band di apertura dei connazionali Riverside.
Nel 2013 firmano un contratto con la Long Branch Records, che pubblica il loro terzo album in studio, Eternal Movement, nell'ottobre del 2013. L'album raggiunge il 33º posto nelle classifiche degli album polacchi.
Il 6 maggio del 2016 esce il loro quarto album, Safehaven. Il 20 settembre 2019 pubblicano il quinto disco From Voodoo to Zen, a cui segue tour Europeo accompagnati con gli statunitensi Tides of Man.

## Formazione
- Adam Waleszyński - chitarra
- Maciej Karbowski - chitarra e tastiere
- Przemek Węgłowski - basso
- Tomasz Stołowski - batteria

## Discografia

### Album in studio
- 2009 – Aura
- 2011 – Earthshine
- 2013 – Eternal Movement
- 2016 – Safehaven
- 2019 – From Voodoo to Zen
- 2024 – Instant Rewards

### Album dal vivo
- 2014 – Live Sessions

### Singoli
- 2012 – Hollow Lights